# Vesvres-sous-Chalancey
Vesvres-sous-Chalancey é uma comuna francesa na região administrativa da Champanha-Ardenas, no departamento de Haute-Marne. Estende-se por uma área de 7,22 km². Em 2010 a comuna tinha 46 habitantes (densidade: 6,4 hab./km²).